# Submarino Flach
El Flach fue un submarino chileno construido en 1866, diseñado por Karl Flach, ingeniero alemán avecindado en Valparaíso. No se le considera el primer submarino hispanoamericano porque se hundió en fase de pruebas en 1866.

## Antecedentes
En el marco de la Guerra hispano-sudamericana (1865-1866), Chile se involucró para defender los intereses sudamericanos, al igual que Perú, Bolivia y Ecuador, que ante el ataque español a las Islas Guaneras y motivado por un espíritu americanista puesto que España en ese momento era una amenaza para la libertad de las naciones independizadas. Los intereses americanos estaban en juego y no se podía perder su amada independencia sobre la Corona española. Chile pagó caro en esta guerra, ya que la flota hispana bombardeó el puerto de Valparaíso, hecho ocurrido el 30 de marzo de 1866, para posteriormente mantenerlo bloqueado por algunos días.
A raíz de este hecho, según escribe el historiador Francisco Antonio Encina en su Historia de Chile, «un enjambre de inventores de torpedos, brulotes, minas eléctricas, "buques cigarros" (submarinos), casi la totalidad semilocos, asediaban a toda hora al gobierno chileno, ofreciéndoles sus inventos que destruirían infaliblemente la escuadra española».
Uno de ellos fue el propuesto por el ingeniero alemán avecindado en Valparaíso, Karl Flach, quien fue, en definitiva, autorizado por parte del gobierno del presidente José Joaquín Pérez Mascayano para construirlo. Se trataba de uno de los primeros intentos de submarino de la historia.

## El sumergible
Karl Flach era ingeniero, había fabricado cañones de retrocarga que eran una novedad para la época y, por último, Alemania era una potencia militar que ya tenía su propio submarino, así que se le dio credibilidad. El proyecto prendió rápidamente y le encargaron la construcción de la nave.

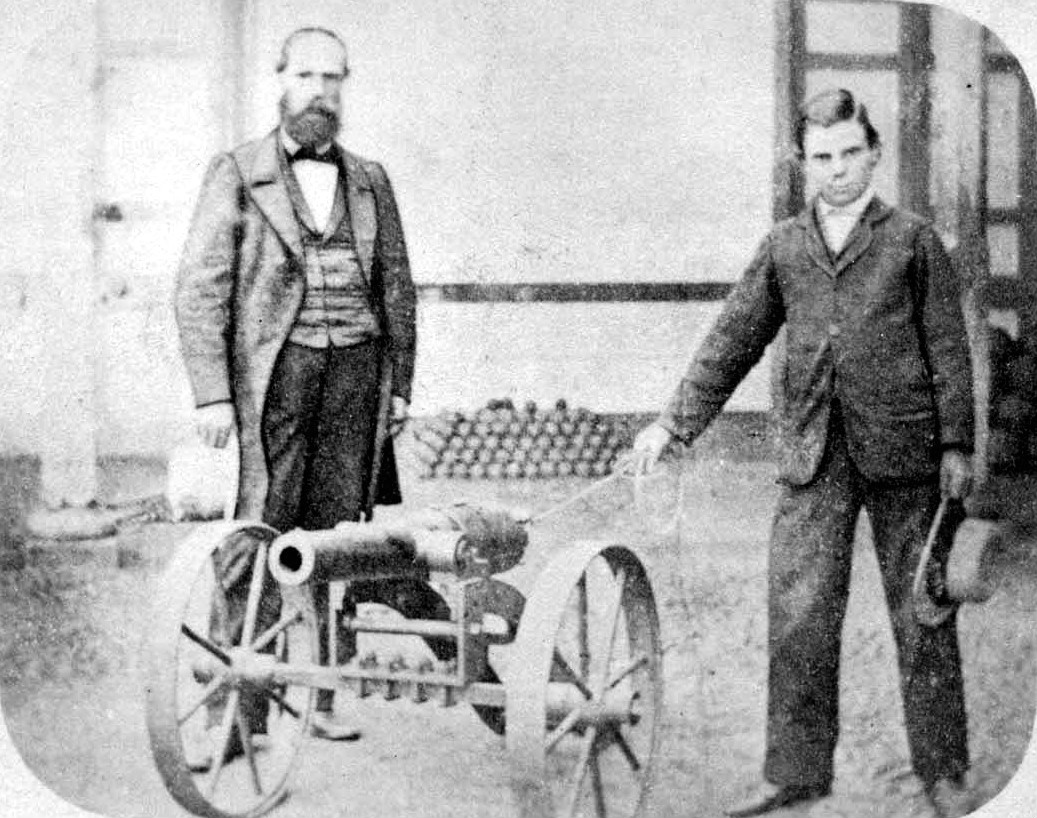
Karl Flach y su hijo.

El invento de Karl Flach era simple. Totalmente hecho de hierro, el submarino tenía una eslora de 12,5 m, una manga de 2,5 metros y un peso cercano a las 100 t. Alcanzaba una velocidad de 2 a 3 nudos, impulsado a propulsión humana, con un sistema de cigüeñales y pedales que movían sus dos hélices, y se hundía con un ingenioso sistema de arrastre de pesos de un lado a otro de la nave. Su armamento consistía en un cañón de retrocarga ubicado en la proa y otro cañón más pequeño instalado en la torreta. Contaba además con un novedoso sistema de renovación de aire, por lo que su autonomía sumergido podía llegar a las 8 horas aproximadamente. Tenía una escotilla, pero no tenía periscopio, por lo que, cada tanto, el buque debía salir a la superficie para saber si iba en la dirección correcta.
El "Flach", fue construido en Playa Las Torpederas y probado en abril de 1866 en la bahía porteña, sumergiéndose con un par de personas a 7,5 m y reapareciendo una hora después, sin inconvenientes.
En 1866, Valparaíso era un puerto con una creciente actividad comercial, donde se había instalado a vivir la élite económica e intelectual del país.
Las cabezas de sus habitantes estaban más puestas en Europa que en Chile y la imaginación de los porteños estallaba desde que hace algunos días sabían que frente a sus narices se realizaban las primeras pruebas de navegación bajo el agua, algo que ni siquiera habían leído en novelas de ficción. "Veinte mil leguas de viaje submarino", de Julio Verne, se publicó cuatro años después, en 1870.
Sin embargo, los diarios veían con recelo este experimento. «Hay curiosidad y cierta burla en la prensa que ve dichos aparatos como una pérdida de tiempo y dinero», decía El Mercurio de Valparaíso unos días antes de la prueba final.

## Hundimiento
Antes del 3 de mayo de 1866, Karl Flach ya había realizado varias pruebas de inmersión en forma satisfactoria y esta era la primera en que se iba a aventurar un poco más lejos de la costa. Pero, según registros oficiales de la época, el alemán no avisó de este ensayo a la Armada. El Capitán de Fragata Galvarino Riveros notificó en una carta enviada al comandante general que el día anterior a la tragedia se encontró en la calle con Flach y que este le dijo que no tenía fecha para una nueva prueba mientras no se mejorara de un resfriado.
Ese día, el ingeniero estaba exultante, preso de su propio entusiasmo. No solo llevó a su hijo de 16 años al submarino, sino que intentó que lo acompañara una de sus tres hijas, lo que fue impedido por su esposa. Estaba decidido a comprobar hasta dónde podía llegar y, según un parte de la Gobernación Marítima, Flach desoyó los consejos del oficial naval a cargo y tampoco permitió que le engancharan una boya a la nave para monitorear la dirección que llevaba.
Flach había invitado al Presidente José Joaquín Pérez a participar en la inmersión del submarino, pero el mandatario no aceptó el ofrecimiento contestando «¿Y si se chinga?».
La tripulación la componían Flach y su hijo, los chilenos Adolfo Pulgar y Francisco Rodríguez, los alemanes Valentín Baum, Gustavo Maas, Augusto Warmuth, German Schmidt y Luis Grinewinke y 2 franceses, totalizando 11 personas. Las pruebas comenzaron con un par de inmersiones, desde las 9.00, reapareciendo sin novedad. En la tercera oportunidad, como se sabía de su larga autonomía bajo el agua, nadie se preocupó en demasía tras desaparecer de la vista, hasta avanzada la tarde. Nadie sabía dónde estaba exactamente, y al día siguiente, suponiendo la segura tragedia, se intentó ubicarlo a través de un buzo, quien encontró al "Flach" a 50 m de profundidad y enterrado en el fango de punta. 
La noticia ocupó un par de párrafos en El Mercurio de Valparaíso del 3 de mayo de 1866: «A las tres de la tarde no se ha visto todavía salir al bote submarino. Como a las nueve fue la hora en que empezó su navegación. Varias veces salió a flote y volvió a bajar. La última sumersión se hizo cerca del fondeadero de los vapores. Uno de los prácticos que andaba en un bote se aburrió de esperarlo y se vino a tierra. Diez hombres andan a bordo del bote submarino».
La expectación que causó el hecho fue mayúscula. Atrapados en un submarino en el fondo de la bahía de Valparaíso, ocho, diez u once hombres, las versiones cambiaban con las horas. Centenares de curiosos repletaron el puerto para saber qué pasaba. Todo lo que se sabía era que la nave haría una prueba de seis u ocho horas, que en caso extremo podía soportar hasta catorce horas de inmersión y que la tripulación llevaba víveres. Para colmo, la máquina se había sumergido sin amarrar una boya a su casquete, por lo que no existía la menor señal de dónde pudiera estar. Un testigo dijo que a cierta distancia pudo divisar burbujas de aire que emergían desde el mar.

Al día siguiente, bajo el título «Desgracia lamentable», la prensa relataba en detalle la tragedia:
«Ya está perdida toda esperanza; aquellos desgraciados han perecido víctima de su arrojo y de su falta de previsión (...) El constructor de la embarcación es un padre de siete hijos, el mayor de los cuales tendría unos catorce años, y lo acompañaba en su arriesgada empresa. Queda una viuda en el más absoluto desamparo. Esto es desgarrador».
Junto con agregar que entre la tripulación estaban, además, dos chilenos, dos franceses «y los demás (eran) alemanes», la nota hace una larga crítica a la temeridad con que se actuó, pues se trataba de «una navegación más llena de peligros y menos experimentada que los viajes aéreos».

## Intentos de rescate
El 4 de mayo de 1866 la autoridad marítima de Valparaíso dispuso la búsqueda del submarino que aún no afloraba, ante la conmoción pública producida. Un par de remolcadores rebuscó en el sector, logrando identificar una línea de burbujas que emergía a uno de los costados del dique "Santiago".
El día 6 de mayo, un buzo logró ubicar el submarino en la posición señalada, a unos 50 metros de profundidad, tarea a la que se sumó un buzo de la fragata inglesa HMS Leander, John Wallace, quien logró amarrar el submarino con cadenas para intentar subirlo a la superficie.
Los esfuerzos fueron inútiles, ya que el submarino no pudo zafarse del fango en que estaba enterrado, rompiéndose las cadenas con que se intentaba subirlo en varias oportunidades. El 12 de mayo la fragata "Leander" zarpa de Valparaíso rumbo al Callao, por lo que los intentos de rescate fueron definitivamente abandonados, olvidando bajo el mar a sus 11 tripulantes para siempre.

## Reubicación de sus restos
A mediados de 2006, a 140 años de la trágica desaparición del "Flach", la Armada de Chile, la Universidad Internacional SEK, la empresa de prospección marina Bentos y un grupo de empresarios privados, todos ellos liderados por el director de cine Juan Enrique Benítez, decidieron ir tras la búsqueda del submarino. 
La primera etapa de búsqueda finalizó el 21 de diciembre de 2006 sin encontrar los restos del Flach, habiéndose rastreado un 20% del área total designada por las investigaciones históricas. Se encontraron además seis naufragios que no estaban en las cartas marítimas, entre ellos un velero clíper, pero ninguno de ellos correspondió al submarino Flach.
En abril de 2007 se inició la segunda etapa de la búsqueda, esta vez contando con nuevos antecedentes:
- Se logró encontrar en las cartas marítimas la exacta posición que tenían las boyas de la Compañía Sudamericana del Pacífico (latitud y longitud) en 1866, punto clave donde se hundió el submarino Flach, como también los diques flotantes. Estos datos se georreferenciaron con las cartas actuales de Valparaíso, y confirmaron que el área de búsqueda designada es la correcta.

- Se encontró en los Archivos Nacionales de Inglaterra (TNA) el único plano que existe del submarino Flach, donde se pueden apreciar todas sus características y su forma, dato importantísimo para poder reconocer al submarino una vez encontrado.

- Se encontró la carta del Comandante Michael de Courcy al Almirantazgo Británico, donde describe con lujo y detalle todas las operaciones que se hicieron intentando rescatar el submarino Flach en aquella época, y describe la profundidad exacta (25 brazas) donde encontraron el sumergible.

El 24 de abril de 2007 se confirma por parte del líder de la expedición de búsqueda, Juan Enrique Benítez, en contacto telefónico con el programa "Efecto Invernadero" de Radio Duna FM de Santiago de Chile, el hallazgo de los restos del submarino Flach en el punto esperado.
Debido a que el fondo de la bahía de Valparaíso, por sus más de 500 naufragios registrados desde el siglo XVI, fue declarada Monumento Histórico en 1996, el equipo de investigación debió realizar gestiones ante el Consejo de Monumentos Nacionales para permitir la intervención de los restos encontrados, posiblemente pertenecientes al "Flach".
Obtenidos los permisos correspondientes, el 4 de octubre de 2007, se inició la tercera etapa de la búsqueda del sumergible, consistente en el dragado de la zona denominada "punto oceánico 84", lugar donde se encuentran los restos supuestamente pertenecientes al "Flach", localizados durante la segunda etapa de búsqueda finalizada en mayo de 2007. No se recuperó el submarino en aquella oportunidad.
A principios de septiembre de 2018 el presidente Sebastián Piñera anunció que el futuro proyecto en el muelle Barón, llamado “Recuperación de la Memoria y contexto histórico del ingeniero Karl Flach y su máquina infernal”, incluye el diseño de un centro de interpretación y conservación de Karl Flach y su obra. Además del rescate de la nave se realizará un modelo a escala 1:1.